# دیزج‌طویل
دیزج‌طویل، روستایی از توابع بخش مرکزی شهرستان شوط در استان آذربایجان غربی ایران است.

## جمعیت
این روستا در دهستان یولاگلدی قرار دارد و براساس سرشماری مرکز آمار ایران در سال ۱۳۸۵، جمعیت آن ۴۱۰ نفر (۸۹خانوار) بوده‌است.